# Pseudonicsara halmahera
Pseudonicsara halmahera är en insektsart som beskrevs av Sigfrid Ingrisch 2009. Pseudonicsara halmahera ingår i släktet Pseudonicsara och familjen vårtbitare. Inga underarter finns listade i Catalogue of Life.